# Palpomyia stonei
Palpomyia stonei är en tvåvingeart som beskrevs av Wirth 1951. Palpomyia stonei ingår i släktet Palpomyia och familjen svidknott. Inga underarter finns listade i Catalogue of Life.